# Пригоди бравого вояка Швейка (фільм, 2010)
«Пригоди бравого вояка Швейка» (рос. Похождения Бравого Солдата Швейка) робоча назва «Швейк» — українсько-російський повнометражний анімаційний фільм 2010 року. Фільм створений режисерами Рінатом Ґазізовим та Мануком Депояном за мотивами сатиричного роману Ярослава Гашека Пригоди бравого вояка Швейка.
У 2008 році автор ідеї створення анімаційного фільму про Швейка Роберт Кромбі в інтерв'ю українській газеті «Україна молода» обіцяв, що українська прем'єра стрічки має відбутися під Різдво 2008 року. Відповідно український кінодистриб'ютор «Геміні Фільм Україна» планував зробити прем'єру стрічки в Україні у жовтні 2008 року, але врешті-решт стрічка в український кінопрокат так і не вийшла.
Виробництво фільму почалося в Україні у 2006 році на приватній студії «Ялта-фільм» та завершилося у 2009 році в Росії на студії «Арт Продакшн».
Вперше фільм було оприлюднено у Чехії 2 вересня 2010 року на DVD з чеським дубляжем та першим варіантом російськомовної аудіоверсії (зробленим у 2008—2009 роках на студії Tretyakoff Production). В обмежений прокат в Росії стрічка вийшла 15 листопада 2012 року з другим варіантом російськомовної аудіоверсії (зробленим у 2012 році на студії Ізарус-Фільм).

## Сюжет
Сюжет стрічки розгортається влітку 1914 року, прямо перед початком Першої Світової Війни, у старовинному чеському місті Прага (яке у ті часи місто входило до складу Австро-Угорської імперії).
Йозеф Швейк, балакучий старий чеський солдат, який існує за рахунок продажу собак, дізнається про початок Світової війни. Незабаром Швейка ловлять у місцевому барі за образу правлячої австро-угорської королівської родини. Арештованого за «державну зраду» Швейка кидають до тюремної камери. На допиті Шейк відразу ж повідомляє, що його вже звільнювали від служби по причині повного ідіотства, та доводить це викликавшись визнати себе винним в усіх звинуваченнях, висунутих проти нього, якими б вони не були. Але рапорт про його арешт губиться серед величезної купи паперів в поліцейській дільниці. Швейка вирішують направити в психіатричну лікарню, з якої, його також випускають.
Швейка, майже каліку через ревматизм коліна, все ж призивають на службу як імперське та королівське гарматне м'ясо. Його везуть в інвалідному візку по вулицям Праги, та він, розмахуючи милицями, вигукує патріотичні лозунги. Однак начальник призивної комісії відразу ж запідозрює «каліку» Швейка в симулянстві, та направляє його в лікарський барак при гарнізонній в'язниці. В лікарні ревматизм Швейка висміюють його друзі по нещастю, деякі з них так добре «підробляли» свої хвороби, що навіть помирали від них. Швейк повідомляє про свій ревматизм головного лікаря, та «нагороджується» лікувальним голодуванням та клізмами.
Голодних пацієнтів приводять до каплиці, де ми зустрічаємо питущого армійського священика Отто Каца. Цинічному фельдкурату подобається Швейк, і в той час, як його нових друзів-рекрутів готують до фронту, Отто Кац робить Швейка своїм особистим денщиком.
Але фельдкурат невдовзі програє Швейка в карти своєму знайомому офіцеру, поручнику Лукашу. Швейк, бажаючи потішити свого нового господаря, краде для нього песика, на свою біду вибрав гончу самого полковника. Поручник Лукаш був «викритий», коли вигулював вкраденого собаку, і як покарання Швейка та Лукаша посилають на майже неминучу смерть, на фронт.
У військовому потязі, який прямує на фронт, Швейк зустрічає багатьох своїх друзів. Потяг бомблять, та батальйон висаджується посеред зими у сільській місцевості. На шляху у пошуках притулку Швейк губиться. Згодом він знаходить залишену російську форму, одягає її, і його беруть у полон свої ж.
У полоні Швейк знаходиться на крок від смерті, де його намагаються повісити за зраду, але йому вдається врятуватися та повернутися у свій батальйон. Швейк повертається до своїх напередодні Різдва, йому вибачають його «дезертирство». На ранок батальйон посилають в окопи на лінію фронту, готуючись до атаки. Коли попереднє бомбардування зупиняється, Швейк вигукує солдатам Російської імперії, які знаходяться усього 50 метрів від нього: «Щасливого Різдва!». Російські солдати відповідають Швейку, піднімаються білі прапори у спонтанному Різдвяному перемир'ї, солдати з обох сторін починають виходити з окопів. Офіцерам залишається лише спостерігати за цим та дивитися як солдати різних національностей їдять, п'ють та грають у футбол разом. Стрічка закінчується на цій братерській та мирній ноті.

## Персонажі мультфільму
- Йозеф Швейк: У цивільному житті Йозеф Швейк торгує жахливо потворними дворнягами, яких він видає за чистокровних, породистих псів з підробленим родоводом. Коли він покликаним в армію, Швейк терпляче приймає всі перипетії військового життя. Він вірить в закон та лад, і він дійсно говорить правду, коли стверджує, що завжди повинна зберігатися дисципліна.

Проте в той же час його переповнюють людські відчуття. «Без помилок не можна», повторює він. Швейк завжди готовий прощати або захищати, коли інші нападають або скаржаться. У нього немає амбіцій або злості, а його терпіння деколи видається безмежним. Він легко розуміється з різними людьми.
Хоча його визволили від служби внаслідок повного ідіотства, про що він щоразу гордо повідомляє своїх начальників, він зовсім не дурний. В більшості випадків, Швейк прикидається, що повністю згоден зі своїм співбесідником, особливо якщо це офіцер. Проте, що насправді думає Швейк та в що він вірить, ми ніколи не знаємо.
- Підпоручник Дуб: Шкільний вчитель та офіцер в запасі, якого викликали на війну. Агресивний, дурний та абсолютно вірний монархії, він вірить, що військо потрібно тримати в стані постійного страху. Він повний майже шаленої енергії та вчительській манії величі. Він хизується своїми знаннями та своїми знайомими, такими як шкільний директор.

- Фельдкурат Отто Кац: Єврей, який навчався в Комерційній Академії, де він так успішно опанував знання про векселі, проте його родинна фірма «Кац і Ко» незабаром дивним чином збанкрутувала. Залишившись без яких-небудь перспектив, Отто Кац сам себе охрестив і посвятив в духовний сан і приєднався до армії як капелан.

- Підпоручник Лукаш: Офіцер австро-угорської армії, чех за національністю. Викладач школи добровольців 73-го піхотного полицях, пізніше призначений командиром роти 91-го полку і відправлений на фронт.

Єдиний, крім Швейка, персонаж, що діє у всіх частинах роману. Незважаючи на ряд недоліків, в цілому зображений позитивно. По-доброму ставився до солдатів, міг накричати, але ніколи не грубіянив. Так як постійно знаходився в складних відносинах з начальством, то і чергове звання капітана йому затримували. Свою приналежність до чеського народу розглядав як членство в якійсь таємній організації ("… в суспільстві він говорив по-німецьки, писав по-німецьки, але читав чеські книги, а коли викладав в школі для добровольців, що складається суцільно з чехів, то промовив до нього конфіденційно: «Залишимося чехами, але ніхто не повинен про це знати. Я — теж чех …» "). Весь вільний від казарм, плацу та карт час присвячував жінкам, мав не менше двох десятків коханок.
Лукаш виграв Швейка в карти у фельдкурата Каца, але скоро зрозумів, що новий денщик приносить одні неприємності, виконуючи всі накази абсолютно буквально. Всі спроби звільнитися від Швейка ні до чого не привели, а денщик, який змінив Швейка на посаді, Балоун виявився ще гіршим. Незважаючи на всі неприємності, завдані йому Швейком, в результаті починає ставитися до нього з якоюсь симпатією.

## Виробництво
Зйомки розпочалися у 2006 році на українській приватній студії «Ялта-фільм» й завершилися у 2009 році на російській приватній студії «Арт-Продакшн». Режисерами мультфільму «Пригоди бравого солдата Швейка» виступили російські режисери Рінат Ґазізов та Манук Депоян.
Над адаптацією роману Ярослава Гашека працювали Роберт Кромбі та Андрій Новіков. Для Андрія Новікова мультфільм «Пригоди бравого солдата Швейка» став дебютом як сценариста, раніше він займався лише продюсерською діяльністю. Роберт Кромбі відомий як режисер української мелодрами «Сафо» (2008) та як сценарист американського пригодницького бойовика «Солдати удачі» (2012).

### Знімальна група
- Режисери: Рінат Ґазізов, Манук Депоян
- Продюсери: Артур Новіков, Андрій Новіков
- Студія-виробник: Ялта-фільм[~ 1] (як зазначено у титрах до DVD російськомовної аудіоверсії 2008—2009 років)
- Студія-виробник: Арт Продакшн[~ 2] (як зазначено у титрах до DVD російськомовної аудіоверсії 2012 року)
- Сценаристи: Роберт Кромбі (як зазначено у титрах до DVD російськомовної аудіоверсії 2008—2009 років)
- Сценаристи: Роберт Кромбі, Андрій Новіков (як зазначено у титрах до DVD російськомовної аудіоверсії 2012 року)
- Композитор: Маро Теодоракіс (як зазначено у титрах до DVD російськомовної аудіоверсії 2008—2009 років)
- Композитор: Аркадій Укупник (як зазначено у титрах до DVD російськомовної аудіоверсії 2012 року)

### Дві окремі російськомовні аудіоверсії
Анімаційний фільм Пригоди бравого вояка Швейка створювався в першу чергу для російського кіноринку і відповідно для нього на українській студії «Tretyakoff Production» створили російський дубляж у Києві. Композитором першої російськомовної аудіоверсії став Маро Теодоракіс.
Перша російськомовна аудіоверсія зроблена в Україні українськими акторами на українській студії «Tretyakoff Production» російському прокатнику «Панорама Кино» не сподобалася й тому, перед прем'єрою фільму в Росії яка відбулася 15 листопада 2012 року, було створено другу російськомовну аудіоверсію у Росії. Студія звукозапису цієї другої російськомовної аудіоверсії стала студія «Ізарус-Фільм», звуковим оформленням фільму займалася студія «Ukupnik Studio». Над російським озвученням проекту працювали популярні російські актори, зокрема головного героя мультфільму «Пригоди бравого солдата Швейка» озвучив Юрій Стоянов, а інші персонажі картини говорять голосами Гоші Куценко, Павла Сметанкіна та інших.

## У ролях

### Перша російськомовна аудіоверсія - студія «Tretyakoff Production» (Україна)
- Підбір акторів: Сергій Гаврилюк, Олександр Завальський
- Продюсер/режисери аудіоверсії: Олександр Завальський, Роберт Кромбі
- Звукорежисери: Михайло Угрин, Олексій Олексійчук, Валерія Шевельова
- Продюсер: Володимир Третьяков

У ролях
- Швейк — Олександр Ігнатуша
- капелан Отто Кац — Влад Задніпровський
- поручик Лукаш — Олександр Завальський
- поручик Дуб — Давид Бабаєв
- оповідач — Владислав Пупков
- поліцейський № 2, суддя, позичальник грошей, майор Лазло, Балабан — Юрій Коваленко
- лікар Вульф, крадій псів, поштмейстер, угорський гусар — Віктор Андрієнко

А також: Олег Лепенець, Максим Кондратюк, Володимир Нечепоренко, Євген Нищук, Олексій Череватенко, Георгій Хостікоєв, Ігор Тимошенко, Кирило Кашніков, Олександр Бондаренко, Іван Сорока, Олександр Попов, Олесь Терновий, Святослав Супрунов, Ірина Демідова, Олена Фесуненко, Ніна Касторф, Валентина Гришокіна, Марина Кукліна, Катерина Савенкова.

### Друга російськомовна аудіоверсія - студія «Ізарус-Фільм» (Росія)
- Звукорежисери: Жанна Дєнісова, Валерій Таманов
- Продюсер/режисери аудіоверсії: Аркадій Укупнік
- Автор дикторського тексту: Вадим Жук
- Додаткова музика: Вадим Афонін

У ролях
- Швейк — Юрій Стоянов
- оповідач — Юрій Деркач
- Палівець — Гоша Куценко
- поручик Дуб — Владислав Копп
- поручик Лукаш — Павло Сметанкін
- фельдкурат Отто Кац — Денис Некрасов
- Бретшнейдер — Олександр Новіков
- кредитор, Юрайда — Данило Щебланов
- Марек, Лазло — Михайло Тихонов
- Ходоунський — Андрій Казанцев

## Реліз

### Кіноринкові покази
У лютому 2009 року в рамках Європейського кіноринку Берлінале 2009 відбудувалася офіційна ринкова прем'єра анімаційного повнометражного фільму «Пригоди бравого вояка Швейка». Також 19 травня 2009 на Каннському кіноринку 2009 відбулася презентація українських фільмів-дебютів, зокрема серед анімації був представлений анімаційний повнометражний фільм «Пригоди бравого вояка Швейка» (разом з сучасною казкою за мотивами давньослов'янських леґенд «Микита Кожум'яка», та Міжнародним фестивалем анімаційних фільмів «Крок»).

### Реліз на домашньому відео (DVD)
- На початку 2010 року (2 вересня 2010) у Чехії вийшов DVD мультфільму з чеським дубляжем та першим варіантом російськомовної аудіоверсії (зробленим у 2008—2009 роках). Також у 2011 році вийшов DVD мультфільму у Польщі з польським закадровим озвученням. Особливістю цих DVD видань — англомовні титри в кінці фільму.
- У червні 2013 року у Росії вийшов DVD мультфільму від компанії «Новый Диск» з другим варіантом озвучення російською (зробленим у 2012 році для російського кінопрокату). Особливістю цього DVD видання — російськомовні титри в кінці фільму та на 3 хвилини коротший хронометраж від чеського/польського DVD (71 хв. проти 74 хв.).
- Планувалося, що створять також українськомовну (і студія Tretyakoff Production нібито навіть завершила виробництво[16][11] українськомовної версії дубляжу у 2009 році) та англійськомовну[17] версії дублювання для кінопрокату та релізу на DVD, але цього так і не сталося.

### Кінотеатральний прокат
У обмежений кінопрокат у Росії стрічка вийшла 15 листопада 2012 року, прокатник — «Панорама Кино».

## Критика
Хоча творці й позиціювали анімаційний фільм Пригоди бравого вояка Швейка початково як «український», однак згодом творці перепозиціонували фільм як «російський», відмовившись робити українськомовний дубляж для стрічки й натомість створивши дві окремі російськомовні мовні версії аудіодоріжки для Росії.

## Зауваги
1. ↑  в титрах вказано що всі права на фільм належать Ялта-фільм; міжнародні права поза Росією/СНД належать Crombie Film LTD
2. ↑  в титрах вказано що всі права на фільм належать Арт Продакшн; також у початкових титрах вказано "Арт Продакшн за участі Ялта-фільм та за державної фінансової підтримки Міністерства культури Росії"